# بورش كايمان
بورش كايمان (بالإنجليزية: Porsche Cayman)‏ هي سيارات كوبيه رياضية تتّسع لراكبين يتم إنتاجها من قبل شركة بورشيه الألمانية.

## مرجع
1. ↑  "معلومات عن بورش كايمان على موقع d-nb.info". d-nb.info. مؤرشف من الأصل في 2019-12-14.